# National Highway 65
National Highway 65 (NH 65) ist eine Hauptfernstraße im Westen des Staates Indien mit einer Länge von 690 Kilometern. Sie beginnt am NH 1 in Ambala im Bundesstaat Haryana und führt nach 240 km durch diesen Bundesstaat weitere 450 km durch den benachbarten Bundesstaat Rajasthan, wo sie südlich von Pali am NH 14 endet.